# Война за ландсхутское наследство
Война за Ландсхутское наследство (нем. Landshuter Erbfolgekrieg) — война разразившаяся в 1503—1505 годах между двумя линиями рода Виттельсбахов о праве на владение землёй бывшего Баварско-Ландсхутского герцогства.

## Предыстория
Причиной войны явилось соглашение между Баварско-Мюнхенским и Баварско-Ландсхутским герцогствами. Договор регулировал схему наследования на случай смерти одного из двух герцогов без наследника мужского пола. Обоими герцогствами управляли различные ветви Дома Виттельсбахов, и, согласно договору, в случае пресечения порядка наследования одной ветви по мужской линии, вторая ветвь получала оба герцогства. Это соглашение шло вразрез с имперским законом, по которому в случае нарушения порядка престолонаследия земля отходила императору.
Герцог Баварии-Ландсхут Георг и его жена Ядвига Ягеллонка не смогли произвести на свет наследника мужского пола, и Георг провозгласил наследницей их дочь Елизавету. Однако, ссылаясь на соглашение, герцог Баварии-Мюнхена Альбрехт IV, не признал её таковой, что привело к войне 1503 года.

## Ход войны
Во время этой двухлетней войны многие деревни, окружавшие Ландсхут, были сожжены.

## Итог
Война закончилась в 1505 году, со смертью Елизаветы и её мужа пфальцграфа Рейна Рупрехта и решения самого императора Максимилиана I от 30 июля 1505 года во время рейхстага в Кёльне. Два внука Георга, Отто Генрих и Филипп получили Пфальц-Нойбург, раздробленный регион от верхнего Дуная во Франконии до северной части Верхнего Пфальца. Нойбург-на-Дунае был избран столицей новообразованных владений. Из-за того, что оба наследника ещё не достигли совершеннолетия, курфюрст Пфальца Фридрих II, был назначен регентом.
Остальная территория отошла Мюнхенской линии Дома Виттельсбахов. Император забрал территорию вокруг Куфштайна себе, как награду за вмешательство. Имперский город Нюрнберг получил важные территории к востоку от города, включая округа Лауф, Херсбрук и Альтдорф.
Герцог Отто-Генрих тратил внушительные суммы денег на постройку дворца в Нойбурге-на-Донау. Впоследствии, через наследование, он стал курфюрстом Пфальца, и его улучшения Гейдельбергского замка сделали его одним из самых значимых строителей эпохи Возрождения в Германии.